# 안전초코 핫초코
《안전초코 핫초코》는 2024년 4월 24일부터 2025년 2월 19일까지 EBS 1TV에서 방영하였던 프로그램이다.

## 방송 시간
| 방송 채널 | 방송 기간                         | 방송 시간 |
| --------- | --------------------------------- | --------- |
| EBS 1TV   | 2024년 4월 24일 ~ 2025년 2월 19일 | 종료      |

## 기획 의도
- 우리 주변에서 생기는 안전 습관을 통해 배우는 프로그램. EBS의 독창적인 안전교육 프로그램으로 우리 주변에서 살펴보는 안전 습관을 가진다.

## 캐릭터 소개
- 곰초이
- 곰철수
- 바비
- 수아
- 로니
- 현주

## 방영 목록
| 회차 | 주제                                   | 방송 일자        |
| ---- | -------------------------------------- | ---------------- |
| 1회  | 곰철수, 핫초코 가게 주인이 되다        | 2024년 4월 24일  |
| 2회  | 하트 버튼을 눌러줘                     | 2024년 5월 1일   |
| 3회  | 곰초이가 이상해! 너무 이상해!          | 2024년 5월 8일   |
| 4회  | 우주 대스타가 되고 싶어!               | 2024년 5월 15일  |
| 5회  | 만약에 흉악범이 나타난다면?!           | 2024년 5월 22일  |
| 6회  | 킹킹주스의 비밀                        | 2024년 5월 29일  |
| 7회  | 이런! 곰초이가 자동차가 갇혔네!        | 2024년 6월 5일   |
| 8회  | 탕후루 비밀 작전                       | 2024년 6월 12일  |
| 9회  | 감자 도둑을 잡아라                     | 2024년 6월 19일  |
| 10회 | 재미있는 형제들                        | 2024년 6월 26일  |
| 11회 | 꿀 먹은 곰초이                         | 2024년 7월 3일   |
| 12회 | 자전거 천재 곰초이                     | 2024년 7월 10일  |
| 13회 | 곰철수의 여름 휴가                     | 2024년 7월 17일  |
| 14회 | 엘리베이터에서 생긴 일                 | 2024년 7월 24일  |
| 15회 | 에스컬레이터에서 생긴 일               | 2024년 7월 31일  |
| 16회 | 안전 히어로, 호둥이를 찾아서           | 2024년 8월 7일   |
| 17회 | 어린이가 주의해야 할 안전사고, 베스트3 | 2024년 8월 14일  |
| 18회 | 곰초이가 위험에 처했던 순간, 베스트3   | 2024년 8월 21일  |
| 19회 | 곰통령 납치 사건                       | 2024년 10월 2일  |
| 20회 | 제발! 손을 씻어요!                     | 2024년 10월 9일  |
| 21회 | 핫초코 가게는 “노 핸드폰 존”!          | 2024년 10월 16일 |
| 22회 | 놀이공원 VS 동물원                     | 2024년 10월 23일 |
| 23회 | 번개맨과 곰철수                        | 2024년 10월 30일 |
| 24회 | 두근두근 핫초코의 비밀                 | 2024년 11월 6일  |
| 25회 | 곰통령이 위험에 처했던 순간, 베스트3!  | 2024년 11월 13일 |
| 26회 | “아 깜짝야” 대작전                     | 2024년 11월 20일 |
| 27회 | 친구가 될 수 있을까                    | 2024년 11월 27일 |
| 28회 | 곰통령의 첫 예방접종                   | 2024년 12월 4일  |
| 29회 | 도둑 맞은 얼굴                         | 2024년 12월 11일 |
| 30회 | 볼살만 빠지면 아이돌?!                 | 2024년 12월 18일 |
| 31회 | 가짜 정보를 조심해!                    | 2024년 12월 25일 |
| 32회 | 귀염둥이 삼총사가 위험에 처했던 순간들 | 2025년 1월 1일   |
| 33회 | 드디어 밝혀지는 곰초이의 비밀          | 2025년 1월 8일   |
| 34회 | 정의의 총알을 받아라!                  | 2025년 1월 15일  |
| 35회 | 악플은 위험해                          | 2025년 1월 22일  |
| 36회 | 불량 쇼핑왕 곰통령                     | 2025년 1월 29일  |
| 37회 | 곰철수가 스케이트장에 간 이유는?!      | 2025년 2월 5일   |
| 38회 | 가영이의 거짓말                        | 2025년 2월 12일  |
| 39회 | 곰철수, 그는 누구인가?!                | 2025년 2월 19일  |

## 같이 보기
- 한국도로교통공단
- 행정안전부
- EBS
- 안전 교육
- TV 프로그램